# Collegio di Rutherglen
Rutherglen è un collegio elettorale scozzese della Camera dei Comuni del Parlamento del Regno Unito. Elegge un membro del Parlamento con il sistema first-past-the-post, ossia maggioritario a turno unico; il rappresentante del collegio, dal 2024, è il laburista Michael Shanks.
Una versione precedente del collegio era stata in vigore dal 1918 al 2005.

## Estensione
- 1918–1949:  il burgh di Rutherglen e parti dei distretti della contea di Lower Ward and Middle Ward contenuti all'interno delle parrocchie di Carmunnock, Cambuslang e Blantyre, e la parte esterna al burgh della parrocchia di Rutherglen.
- 1950–1974: il burgh di Rutherglen e gli 8 distretti del Lanarkshire.
- 1983–1997: le divisioni elettorali della città di Glsagow di Toryglen/Rutherglen, Glenwood/Fernhill e Cambuslang/Halfway.
- dal 2024: i ward del consiglio del Lanarkshire Meridionale di Blantyre, Bothwell and Uddingston, Cambuslang East, Cambuslang West, Rutherglen Central and North e Rutherglen South.[1]

## Membri del parlamento
| Elezione | Elezione      | Deputato              | Partito           |
| -------- | ------------- | --------------------- | ----------------- |
|          | 1918          | Adam Keir Rodger      | Liberale          |
|          | 1922          | William Wright        | Laburista         |
| 1931 (S) | David Hardie  |                       | Laburista         |
|          | 1931          | Herbert James Moss    | Conservatore      |
| 1935     | Allan Chapman |                       | Conservatore      |
|          | 1945          | Gilbert McAllister    | Laburista         |
|          | 1951          | Richard Brooman-White | Conservatore      |
|          | 1964 (S)      | Gregor Mackenzie      | Laburista         |
| 1987     | Tommy McAvoy  | Laburista Co-Op       |                   |
|          | 2005          | Collegio abolito      | Collegio abolito  |
|          | 2024          | Collegio ricreato     | Collegio ricreato |
|          | 2024          | Michael Shanks        | Laburista         |

## Risultati elettorali

### Elezioni negli anni 2020
| Partito                    | Partito                                      | Candidato                  | Risultati 4 luglio 2024 | Risultati 4 luglio 2024 |
| Partito                    | Partito                                      | Candidato                  | Voti                    | %                       |
| -------------------------- | -------------------------------------------- | -------------------------- | ----------------------- | ----------------------- |
|                            | Laburista                                    | Michael Shanks             | 21 460                  | 50,51                   |
|                            | SNP                                          | Katy Loudon                | 12 693                  | 29,88                   |
|                            | Reform UK                                    | David Stark                | 2 685                   | 6,32                    |
|                            | Conservatore                                 | Gary Burns                 | 2 420                   | 5,70                    |
|                            | Lib Dem                                      | Gloria Adebo               | 1 714                   | 4,03                    |
|                            | Socialista                                   | Bill Bonnar                | 541                     | 1,27                    |
|                            | Alba                                         | Jim Eadie                  | 497                     | 1,17                    |
|                            | Famiglie Scozzesi                            | John McArthur              | 321                     | 0,76                    |
|                            | Indipendente                                 | Andrew Daly                | 153                     | 0,36                    |
|                            |                                              |                            |                         |                         |
| Iscritti                   | Iscritti                                     | Iscritti                   | 72 674                  | 100,00                  |
| ↳ Votanti (% su iscritti)  | ↳ Votanti (% su iscritti)                    | ↳ Votanti (% su iscritti)  | 42 584                  | 58,60                   |
| ↳ Astenuti (% su iscritti) | ↳ Astenuti (% su iscritti)                   | ↳ Astenuti (% su iscritti) | 30 090                  | 41,40                   |
|                            |                                              |                            |                         |                         |
|                            | Esito: collegio a Laburista (nuovo collegio) |                            |                         |                         |